# Inner-Movattnet
Inner-Movattnet är en sjö i Örnsköldsviks kommun i Ångermanland och ingår i Gideälvens huvudavrinningsområde. Sjön har en area på 0,192 kvadratkilometer och ligger 187,8 meter över havet.

## Delavrinningsområde
Inner-Movattnet ingår i det delavrinningsområde (706673-163679) som SMHI kallar för Utloppet av Inner-Movattnet. Medelhöjden är 247 meter över havet och ytan är 2,31 kvadratkilometer. Räknas de 2 avrinningsområdena uppströms in blir den ackumulerade arean 3,04 kvadratkilometer. Vattendraget som avvattnar avrinningsområdet har biflödesordning 2, vilket innebär att vattnet flödar genom totalt 2 vattendrag innan det når havet efter 63 kilometer. Avrinningsområdet består mestadels av skog (87 procent). Avrinningsområdet har 0,19 kvadratkilometer vattenytor vilket ger det en sjöprocent på 8,4 procent.